# 鎌倉景通
鎌倉 景通（かまくら かげみち / 平 景通）は、平安時代中期の武将・豪族。前九年の役において源頼義の配下として従軍した。藤原景通と同一人物との説もある。
鎌倉甲斐権守章名の子と思われ、平良文の子孫とされる村岡忠通（平忠通）の孫にあたるが、『尊卑分脈』による系譜では、父は従五位下瀧口太郎致成で、良文の弟平良茂の曾孫もしくは、平良兼の子公雅の孫とする。なお他系図でも景通の系譜は異なっており、『系図纂要』では忠通の子で良文の孫、『正宗寺本系図』では良文の息子とする平忠頼のさらにその息子とされている。
嫡子の景久は梶原氏を名乗り、源頼朝の寵臣・梶原景時は景通の玄孫にあたる。